# Ada d'Holanda
Ada d'Holanda (circa 1188) - 1218) va ser  comtessa d'Holanda des 1203 a 1207 Era filla de Teodoric VII, comte d'Holanda, i d'Adelaida de Clèves.

## Història
Teodoric VII havia mort el 1203 sense deixar fills barons i la seva filla Ada havia de succeir-lo sota la tutela del seu oncle Guillem.
Adelaida, mare de la jove comtessa, preveient que la regència de Guillem, al qual ella havia derrotat en combat quan aquell es va revoltar contra el seu marit, no le seria favorable, havia acordat secretament el matrimoni de la seva filla amb Lluís II, comte de Looz.Adelaida va fer consumar el matrimoni de la seva filla immediatament després de l'enterrament de Teodoric. Tanmateix, diversos nobles holandesos acaben de reconèixer solemnement a Guillem com a comte d'Holanda. La cerimònia de la seva inauguració s'havia fet en Zierikzee a Zelanda i la seva primera preocupació va ser controlar la comtessa Adelaida i els joves esposos.
Ada es va refugiar al castell de Leiden, on ben aviat va ser assetjada per les tropes del Kennemerland i del Rijnland favorables al seu oncle Guillem. Havent estat forçada a rendir-se va ser lliurada al seu cosí Guillem de Teilingen, qui, mentre va ser sota la seva custòdia, la va tractar sempre amb els honors adequats al seu rang.
Guillem va retornar a Holanda, on va ser rebut amb grans mostres d'alegria i revistit de tota l'autoritat. Immediatament va fer traslladar a Ada a Texel i d'allà a Anglaterra, d'on no li va ser permès tornar fins que va concloure un tractat amb el seu marit, Lluís de Looz.
Pel tractat de Bruges, Guillem va acceptar a Lluís i Ada com a comtes d'Holanda; però Ada va haver de renunciar a la seva herència el 1207 per recobrar la seva llibertat. Ada i Lluís no van complir la seva promesa i la guerra va prosseguir. El 1209 el comte de Looz havia forçat els habitants d'Holanda del sud, del Kennemerland i del Rijnland a sotmetre's al seu domini. D'altra banda, Hug de Voorne havia captivat Zelanda al comte Guillem.
Aquesta guerra civil es va integrar en un important conflicte internacional: La guerra entre, d'una banda, el rei de França i els Hohenstaufen, i d'altra banda, el rei d'Anglaterra i els Güelfs. Guillem I d'Holanda aconsegueix conservar el comtat d'Holanda navegant entre els dos bàndols. Lluís II de Looz que mor el 1217 i Ada, que també mor un any més tard, van renunciar a les seves pretensions. Ada, que va morir fora d'Holanda, va ser enterrada a l'Abadia d'Herkenrode a Kuringen (Bèlgica). Van morir sense descendència.